# Хлебородов, Михаил Львович
Михаи́л Льво́вич Хлеборо́дов (9 марта 1967, Москва — 5 мая 2023) — российский кинорежиссёр, сценарист, продюсер и клипмейкер.

## Творческая биография
Работал со многими известными деятелями шоу-бизнеса, среди которых: певец Игорь Саруханов («Barber», 1990, первый профессиональный видеоклип), музыкант Александр Барыкин («Водоворот», 1990), музыкант Александр Ситковецкий («Верблюды», 1991), экзотик-поп-дуэт «Кар-Мэн» («Лондон, гуд-бай!», 1991), певица Джоанна Стингрей («Turn Away», 1991), рок-группа «Моральный кодекс» («Say goodbye to mama», 1991, совместно с Фёдором Бондарчуком; «I’m Going», 1995), рэп-исполнитель Богдан Титомир («Делай как я», 1991; «Москва — клубная пора», 1996), рэп-группа «Мальчишник» («Секс без перерыва», 1992), певица Валерия («Stay with me», 1992; «С добрым утром»/«Таблетка», 1993, приз «Золотое яблоко» в категории «MTV-Europe» на фестивале видеоклипов «Поколение-94»), певец Владимир Пресняков («Странник», 1993), певица Алёна Свиридова («Никто никогда», 1993, гран-при на фестивале видеоклипов «Поколение-93»; «Розовый фламинго», 1994, гран-при на фестивале видеоклипов «Поколение-94», «Призрачный герой»), рок-группа «Мумий Тролль» («Утекай», 1997; «Кот кота», 1997; «Дельфины», 1998), рок-группа «Маша и медведи» («Любочка», 1997), певец Андрей Губин («Я знаю, ты знаешь», 1998), певец Владимир Асимов («Я приеду», 1998), DJ Грув («Ноктюрн № 3», 1998), поп-группа А’Студио («Грешная страсть», 1998), певец Дмитрий Маликов («Ещё, ещё», 1998; «До утра», 2000), певица Маша Распутина («Платье из роз», 1999), группа «Белый орёл» («А в чистом поле», 2001), группа «Седьмой прохожий» («Золотые капли», 2001), R&B-группа «Банда» («Плачут небеса», 2004), певица «Слава» («Попутчица», 2004; «В небо», 2007; «Бабье лето», 2007; «Крик души моей», 2010), группа Uma2rman («Ума Турман», 2005), певица Kimera («Bolero», 2007), композитор Игорь Крутой («Весь мир — любовь», 2008), рэп-исполнитель Тимати feat. Uma2rman («Дождись», 2008), рэп-исполнитель Кравц feat. Check, Leo («Качели», 2011).
В декабре 1990 года стал победителем конкурса клипов «Реклама-90» (за клип «Парикмахер»).
В марте 1991 года основал компанию RED-Video Ltd. («Рэд видео Лтд»), которая занималась созданием музыкальных, рекламных и престижных кино-, теле- и видеороликов.
29 апреля 1992 года Хлебородов стал победителем московского конкурса рекламных клипов, где занял первое место за клип «Коммерсантъ» и третье место за клип «Ортекс». В том же году окончил Государственный институт театрального искусства, где обучался на режиссёрском факультете.
В 1993 году, спустя два года вещания, Хлебородов создал для «МузОбоза» съёмки ведения передачи, при которых Иван Демидов представал в пяти разных образах ведущего, исходя из самых популярных в то время молодёжных стилей. Для финальных кадров передачи режиссёр придумал трюк с прибитым стулом на стене, при котором ведущий сообщает о том, что на сегодня новостей больше нет, а после этого бросает листки бумаги вверх.
В 1994 году создал рекламный ролик для «Союзконтракта» с применением новейших технологий.
В 1996 году сотрудничал с «ОРТ»: сделал видеозаставку для программы «Время», снял ролик для «Русского проекта» под названием «Концерт» с участием рок-группы «ДДТ».
В 1999 году газета «Московский комсомолец» назвала Хлебородова «первым русским клипмейкером» и «крёстным отцом» отечественного музыкального видео.
В период с 1999 по 2005 год занимался проектом электронной музыки C.U.T., известным по хиту «One by One», который долгое время занимал первые строчки хит-парадов в Европе.
С 2004 года тесно сотрудничал с певицей Славой. Снял её в фильмах «Параграф 78» (2007) и «Бриллиантовая рука 2» (2010), а также сделал несколько видеоклипов на её песни: «Попутчица» (2004), «В небо» (2007), «Бабье лето» (2007), «Крик души моей» (2010).
В 2007 году дебютировал полнометражным фильмом «Параграф 78».
С 2007 по 2009 год был режиссёром таких шоу, как «Новогодняя ночь на Первом-2008» и «Новогодняя ночь на Первом-2009».
В 2010 году снял фильм «Бриллиантовая рука-2» в рамках проекта «Русский Голливуд» телеканала НТВ. В главных ролях — Сергей Светлаков (Семён Семёнович), Гоша Куценко (Лёлик) и Марат Башаров (Козодоев).
В 2011 году снял полнометражный художественный фильм «Курьер из рая» по заказу «Первого канала». Съёмки проходили в городе Алексин Тульской области. В широкий прокат картина вышла 28 ноября 2013 года.
В 2014 году выступил одним из учредителей кинокомпаний Magic Factory. Компания выпустила мини-сериал «Временно недоступен» (2015) по сценарию Андрея Кивинова. В главных ролях — Сергей Безруков и Дмитрий Дюжев. Режиссёром стал сам Хлебородов.
С 2015 года совместно с Рауфом Атамалибековым являлся одним из владельцев и продюсеров кинокомпании «РИМ Продакшн».
В 2023 году стал продюсером восьмисерийного телефильма «Шпион» с Сергеем Безруковым в главной роли.
Член Гильдии кинорежиссёров России и Ассоциации продюсеров кино и телевидения.
Скончался 5 мая 2023 года на 57-м году жизни после тяжёлой продолжительной болезни. Церемония прощания состоялась в ЦКБ Кунцево. Похоронен на Востряковском кладбище в Москве.

## Cемья
Был женат на Галине Хлебородовой.

## Фильмография

### Режиссёр
- 2007 — «Параграф 78» (дилогия)
- 2007, 2008 — «Новогодняя ночь на Первом канале-2008», 2009 (музыкальные телефильмы, Первый канал)
- 2010 — «Бриллиантовая рука 2» (документально-игровой телефильм, НТВ)
- 2011 — «Опережая выстрел» (8-серийный телефильм, Первый канал)
- 2013 — «Курьер из „Рая“» (художественный фильм, Дирекция кино)
- 2015 — «Временно недоступен» (8-серийный телефильм, Первый канал)
- 2019 — «Волшебник» (8-серийный телефильм)

### Сценарист
- 2007 — «Параграф 78» (дилогия)
- 2009 — «Глубина» по «Лабиринту отражений» Сергея Лукьяненко — Закрытый проект.

### Продюсер телесериалов
- 2015 — «Временно недоступен» (8 серий, Первый канал)
- 2017 — «Оперетта капитана Крутова» (8 серий, НТВ)
- 2017 — «Волшебник» (8 серий, Первый канал)
- 2018—2024 — «Скорая помощь» (7 сезонов, НТВ)
- 2019 — «Герой по вызову» (10 серий, НТВ)
- 2023 — «Шпион» (8 серий, Первый канал)

### Актёр
- 1999 — «8 1/2 долларов» — Хлеб

### Монтажёр
- 1999 — «МузоБоз»

## Отзывы и критика
Господин Хлебородов, насколько можно судить по его высказываниям и фильму, есть дитя самоэксперимента новой российской медиа-элиты: попытки скрещивания заокеанской упаковки с нашенским душевным содержанием. 

— из рецензии Ольги Шервуд на фильм «Параграф 78»